# Ateks Kijów
Ateks Kijów (ukr. ЖФК «Атекс» Київ) – ukraiński klub piłki nożnej kobiet, mający siedzibę w stolicy kraju, mieście Kijów. W latach 2003–2018 i od sezonu 2021/22 występuje w rozgrywkach ukraińskiej Wyższej ligi.

## Historia
Chronologia nazw:
- 2002: CSK-HPŻU Kijów (ukr. ЖФК «ЦСК-ГПЖУ» Київ)
- 2003: Ateks Kijów (ukr. ЖФК «Атекс» Київ)
- 2017: Ateks-SDJuSzOR-16 Kijów (ukr. ЖФК «Атекс-СДЮШОР №16» Київ)
- 2019: Ateks Kijów (ukr. ЖФК «Атекс» Київ)

Kobieca drużyna piłkarska CSK-HPŻU Kijów (ukr. Центральний Спортивний Клуб Громадянського парламенту жінок України, Centralnyj Sportywnyj Kłub Hromadianśkoho Parłamentu Żinok Ukrajiny) została założona w Kijowie w czerwcu 2002. W 2002 klub pod kierownictwem Wołodymyra Husara debiutował w Wyszczej Lidze Ukrainy U-17, w której zajął 4. miejsce. W styczniu 2003 klub zmienił nazwę na Ateks Kijów (Gwiazda Zwycięstwa) oraz głównego trenera. W 2004 klub debiutował w Wyszczej Lidze Ukrainy, w której zajął 8. miejsce. W następnym sezonie zespół był szóstym. W 2008 z przyczyn finansowych klub nie uczestniczył w rozgrywkach Mistrzostw Ukrainy. W 2009 ponownie występował w Wyszczej Lidze, w której zajął ostatnie 7. miejsce.
W 2017 klub po nawiązaniu współpracy z Szkołą Sportową nr 16 zmienił nazwę na Ateks-SDJuSzOR-16, a po zakończeniu sezoniu 2018/19 po rozpadzie fuzji wrócił do nazwy Ateks.

## Barwy klubowe, strój, herb, hymn
|  |  |

Klub ma barwy biało-czerwone. Piłkarki domowe spotkania zazwyczaj grają w białych koszulkach, białych spodenkach oraz białych getrach.
Herb klubu wykonany w kształcie tarczy francuskiej średniowiecznej koloru ciemnoczerwonego. W górnej części znajduje się biały napis w języku ukraińskim "ATEKS", na środku rok utworzenia klubu "2002", a dolnej części umieszczona czarno-biała piłka nożna, wokół której podnoszą się białe skrzydła.

## Sukcesy

### Trofea międzynarodowe
Do chwili obecnej klub jeszcze nigdy nie zakwalifikował się do rozgrywek europejskich.

### Trofea krajowe
| \| \| Zdobyte trofea w rozgrywkach Ukrainy (stan na: 31-03-2023) \| |                                                            |      |                        |
| Rozgrywki                                                           | Osiągnięcie                                                | Razy | Sezon(y)               |
| Mistrzostwo                                                         | I miejsce                                                  | 0    |                        |
| Mistrzostwo                                                         | II miejsce                                                 | 0    |                        |
| Mistrzostwo                                                         | III miejsce                                                | 0    |                        |
| Mistrzostwo                                                         | 5.miejsce                                                  | 1    | 2010                   |
| Puchar                                                              | zdobywca                                                   | 0    |                        |
| Puchar                                                              | finalista                                                  | 0    |                        |
| Puchar                                                              | 1/4 finału                                                 | 4    | 2003, 2012, 2013, 2016 |
| II liga                                                             | I miejsce                                                  | 0    |                        |
| II liga                                                             | II miejsce                                                 | 1    | 2020/21                |
| II liga                                                             | III miejsce                                                | 0    |                        |
| Ukraina                                                             | Zdobyte trofea w rozgrywkach Ukrainy (stan na: 31-03-2023) |      |                        |

## Poszczególne sezony

### Rozgrywki międzynarodowe

#### Europejskie puchary
Nie uczestniczył w rozgrywkach europejskich.

### Rozgrywki krajowe
| \| Ukraina \| Bilans występów klubu w rozgrywkach piłkarskich Ukrainy (Stan na 31 marca 2023 r.) \| \| |                                                                                    |        |       |   |   |   |    |    |     |                    |        |        |      |
| Poziom                                                                                                 | Rozgrywki                                                                          | Sezony | Mecze | Z | R | P | B+ | B– | Pkt | Lata               | Awanse | Spadki | Naj. |
| I | Wyszcza liha                                                                       | 17     |       |   |   |   |    |    |     | 2003–2018, od 2021 | 0      | 1      | 5    |
| II | Persza liha                                                                        | 3      |       |   |   |   |    |    |     | 2018–2021          | 1      | 0      | 2    |
| | Puchar Ukrainy                                                                     | 17     |       |   |   |   |    |    |     | od 2003            | 0      | 0      | 1/4  |
| Ukraina                                                                                                | Bilans występów klubu w rozgrywkach piłkarskich Ukrainy (Stan na 31 marca 2023 r.) |        |       |   |   |   |    |    |     |                    |        |        |      |

## Piłkarki, trenerzy, prezydenci i właściciele klubu

### Trenerzy
| Lp. | Imię i nazwisko | Okres urzędowania | Okres urzędowania |
| --- | --------------- | ----------------- | ----------------- |
| 1.  | Ałła Hreś       | 01.09.2002        | obecnie           |

## Struktura klubu

### Stadion
Drużyna rozgrywa swoje mecze domowe na stadionie Liwyj Bereh, który jest położony na lewym brzegu Dniepru i może pomieścić 5.000 widzów.

## Kibice i rywalizacja z innymi klubami

### Derby
- Dynamo Kijów
- Alina Kijów